# Mario Dell'Acqua
Mario Agustín Dell'Acqua (n. 1954, Argentina) es un ejecutivo argentino, que presidió Aerolíneas Argentinas entre diciembre de 2016 y julio de 2018.

## Biografía
Es egresado del Liceo Naval Almirante Brown y del Instituto Tecnológico de Buenos Aires. En el año 1979 ingresó a Techint, ocupando diversos cargos. Primero ingresó como ingeniero de campo, llegó a ocupar diversos cargos directivos a nivel nacional y latinoamericano. [cita requerida]En 2008 fue nombrado director general de Techint México, entre 2009 y 2011 fue director de Inversiones de Ternium Brasil y entre 2012 y 2014, Director de Mineración de Usiminas.
En marzo de 2016 fue nombrado titular de Intercargo, una empresa estatal que brinda servicios aeroportuarios (de rampa y carga) y la gestión de la línea Arbus, por la gestión de Mauricio Macri. 
El 21 de diciembre de 2016 reemplazó a Isela Costantini en Aerolíneas Argentinas tras su renuncia. Su designación ocurrió pese a que ha confirmado en público que no posee conocimientos sobre aeronáutica, pidiendo ayuda para desempeñar el cargo.
Luego llegó a EnArSA, el ente estatal administrador de las obras de gas y petróleo que pasó a llamarse Integración Energética Argentina S.A (IEASA).